# 3C 321

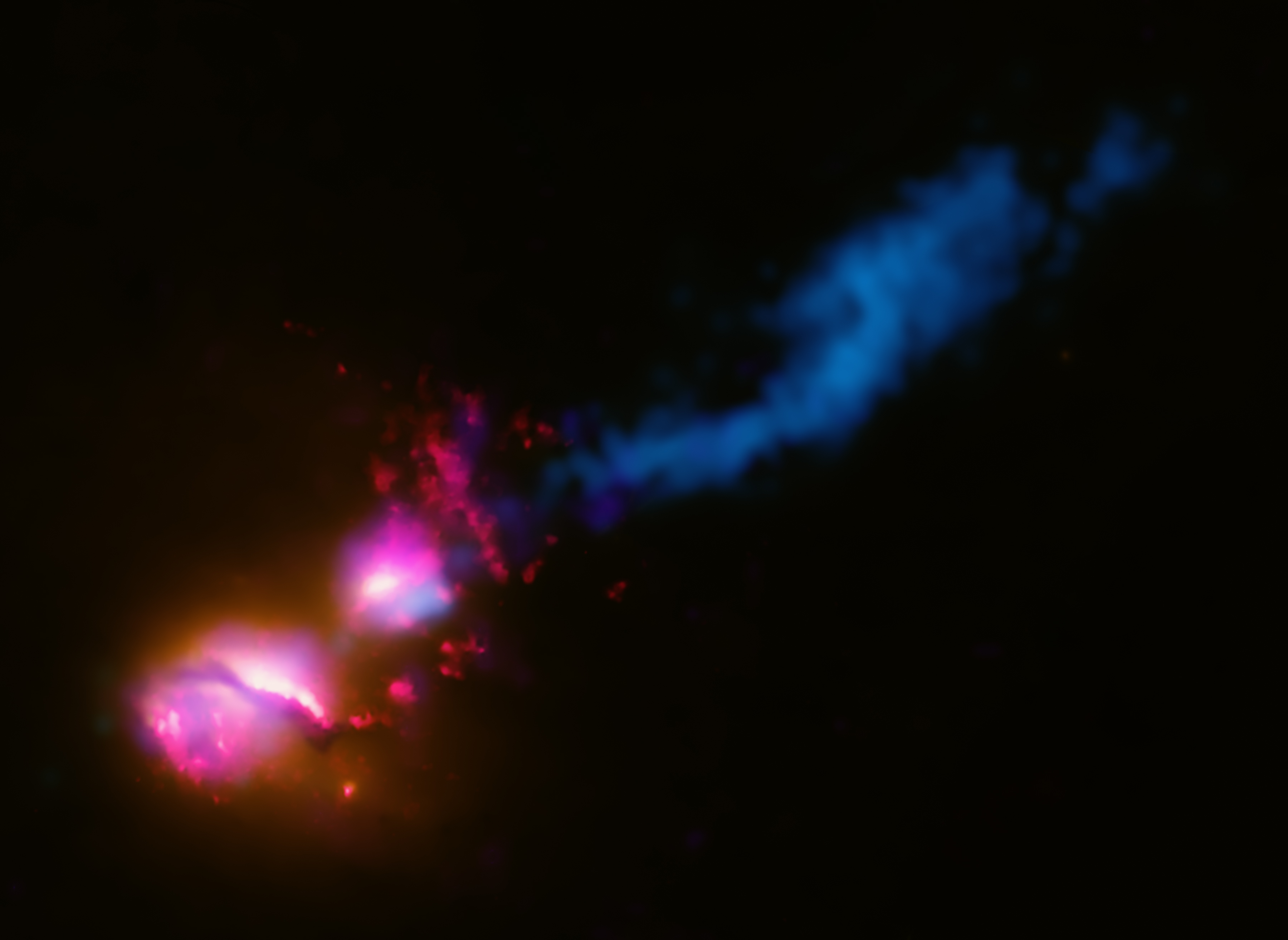
Kompositaufnahme von 3C 321.

3C 321 ist ein System, bestehend aus zwei Galaxien. Bekannt wurde das System durch ein supermassereiches Schwarzes Loch im Zentrum einer der beiden Galaxien, welches aufgrund der Mechanismen der Materieaufnahme senkrecht zur Akkretionsscheibe einen Jet abstrahlt. Dieser Jet besteht aus hochenergetischer Gammastrahlung und Teilchen, welche sich fast mit Lichtgeschwindigkeit bewegen. Entdeckt wurde der Jet durch eine kombinierte Beobachtung des Systems mit Hilfe der Weltraumteleskope Chandra, Spitzer und Hubble; das Very Large Array und das Merlin Radioteleskop observierten von der Erde aus.